# Tenebra è la notte ed altri racconti di buio e crepuscoli
| Recensione     | Giudizio |
| -------------- | -------- |
| Impatto Sonoro | Positivo |
| OndaRock       |          |
| Rockol         |          |

Tenebra è la notte e altri racconti di buio e crepuscoli è il quinto album in studio del rapper italiano Murubutu, pubblicato il 1º febbraio 2019 dalla Glory Hole Records/Mandibola Records/Irma Records.

## Descrizione
La copertina dell'album, realizzata dall'illustratore Capitan Artiglio, è deliberatamente tratta da un’opera del 2016 dell'artista partenopeo Quasirosso (Giovanni Esposito).
L'album è stato anticipato dall'uscita del singolo La notte di San Lorenzo, pubblicato per il download digitale il 30 novembre 2018.

## Tracce
Testi di Alessio Mariani, eccetto dove indicato.
1. Nyx (introduzione) – 2:32 (musica: Roberto Mostaccio)
2. Buio (feat. DJ T-Robb) – 4:19 (musica: Massimiliano Napolitano)
3. La vita dopo la notte – 4:06 (testo: Alessio Mariani, Massimo Bigliardi – musica: Massimo Bigliardi)
4. L'uomo senza sonno (feat. Mezzosangue, DJ T-Robb) – 3:59 (testo: Alessio Mariani, Luca Ferrazzi – musica: Massimo Bigliardi)
5. La stella e il marinaio (feat. DJ T-Robb) – 4:00 (musica: Valerio Alessi)
6. Wordsworth (feat. Caparezza) – 4:49 (testo: Alessio Mariani, Michele Salvemini – musica: Massimo Bigliardi)
7. La notte di San Lorenzo – 4:21 (musica: Pier Dario Mancini)
8. Le notti bianche (feat. Claver Gold) – 4:34 (testo: Alessio Mariani, Daycol Orsini – musica: Thomas Ferri)
9. Ancora buonanotte (feat. Daniela Galli) – 4:25 (testo: Alessio Mariani, Daniela Galli – musica: Massimo Bigliardi)
10. Occhiali da Luna (feat. Dutch Nazari, Willie Peyote) – 4:28 (testo: Alessio Mariani, Edoardo Nazari, Guglielmo Bruno – musica: Massimiliano Napolitano)
11. La notte di San Bartolomeo – 4:34 (musica: Massimo Bigliardi)
12. Franz e Milena – 3:51 (musica: Claudio Seed)
13. Omega Man (feat. La Kattiveria, DJ T-Robb) – 3:55 (testo: Alessio Mariani, Anselmo Valeriani, Massimo Bigliardi, Andrea Bagni – musica: Massimo Bigliardi)
14. Tenebra è la notte (feat. Dia) – 4:31 (testo: Alessio Mariani, Diana Ghebrelul – musica: Massimo Bigliardi)
15. Nyx (conclusione) – 2:48 (musica: Fabio Musta)

## Formazione
Musicisti
- Murubutu – voce
- Marco Marcozzi – chitarra elettrica
- Stefano Castagnetti – chitarra elettrica
- Antonello Casciola – chitarra
- Christian Lisi – pianoforte
- Mezzosangue – voce aggiuntiva (traccia 4)
- Caparezza – voce aggiuntiva (traccia 6)
- Claver Gold – voce aggiuntiva (traccia 8)
- Daniela Galli – voce aggiuntiva (traccia 9)
- Dutch Nazari – voce aggiuntiva (traccia 10)
- Willie Peyote – voce aggiuntiva (traccia 10)
- La Kattiveria – voci aggiuntive (traccia 13)
- Dia – voce aggiuntiva (traccia 14)
- DJ T-Robb – scratch (tracce 2, 4, 5 e 13)

Produzione
- R-Most – produzione (traccia 1)
- DJ West – produzione (tracce 2 e 10)
- Il Tenente – produzione (tracce 3, 4, 6, 9, 11, 13 e 14)
- DJ Fastcut – produzione (traccia 5)
- Swelto – produzione (traccia 7)
- XXX-Fila – produzione (traccia 8)
- DJ S.I.D. – produzione (traccia 12)
- Muria – produzione (traccia 15)